# Jessica Thunander
Jessica Christina Therese Thunander, född 25 november 1973 i Angereds församling i Göteborg, är en svensk politiker (vänsterpartist). Hon var ordinarie riksdagsledamot 2018–2022, invald för Västra Götalands läns östra valkrets.

## Biografi
Thunander är uppvuxen och bosatt i Falköpings kommun och brorsons dotter till historikern Rudolf Thunander och musikdirektören Karl Axel Thunander av släkten Thunander från Västergötland. Hon arbetade som högstadielärare i Falköpings kommun och undervisade i svenska. Hon har även tidigare varit anställd av SJ.
Något år efter riksdagsvalet 2014 började Thunander engagera sig i Vänsterpartiet. Efter ett år som ersättare i Vänsterns distriktsstyrelse blev hon ordförande. Hon är även ordförande i Vänsterns lokalföreningen i Falköping.
Thunander var riksdagsledamot 2018–2022. I riksdagen var hon suppleant i bland annat justitieutskottet och trafikutskottet. I valet 2022 kandiderade hon åter till riksdagen, men Vänsterpartiet förlorade sitt mandat i valkretsen.